# Agnia pubescens
Agnia pubescens es una especie de escarabajo longicornio del género Agnia, subfamilia Lamiinae. Fue descrita científicamente por Aurivillius en 1897.
Se distribuye por Filipinas. Mide 16 milímetros de longitud.